# Salvador Rosas Magallón
Salvador Rosas Magallón är en ort i Mexiko.   Den ligger i kommunen Ensenada och delstaten Baja California, i den nordvästra delen av landet, 2 200 km nordväst om huvudstaden Mexico City. Salvador Rosas Magallón ligger 234 meter över havet och antalet invånare är 1 520.
Terrängen runt Salvador Rosas Magallón är huvudsakligen kuperad, men åt sydväst är den platt. Runt Salvador Rosas Magallón är det glesbefolkat, med 8 invånare per kvadratkilometer. Närmaste större samhälle är Ensenada, 6,3 km sydväst om Salvador Rosas Magallón. Omgivningarna runt Salvador Rosas Magallón är i huvudsak ett öppet busklandskap.